# Wolfenstein (Fels)

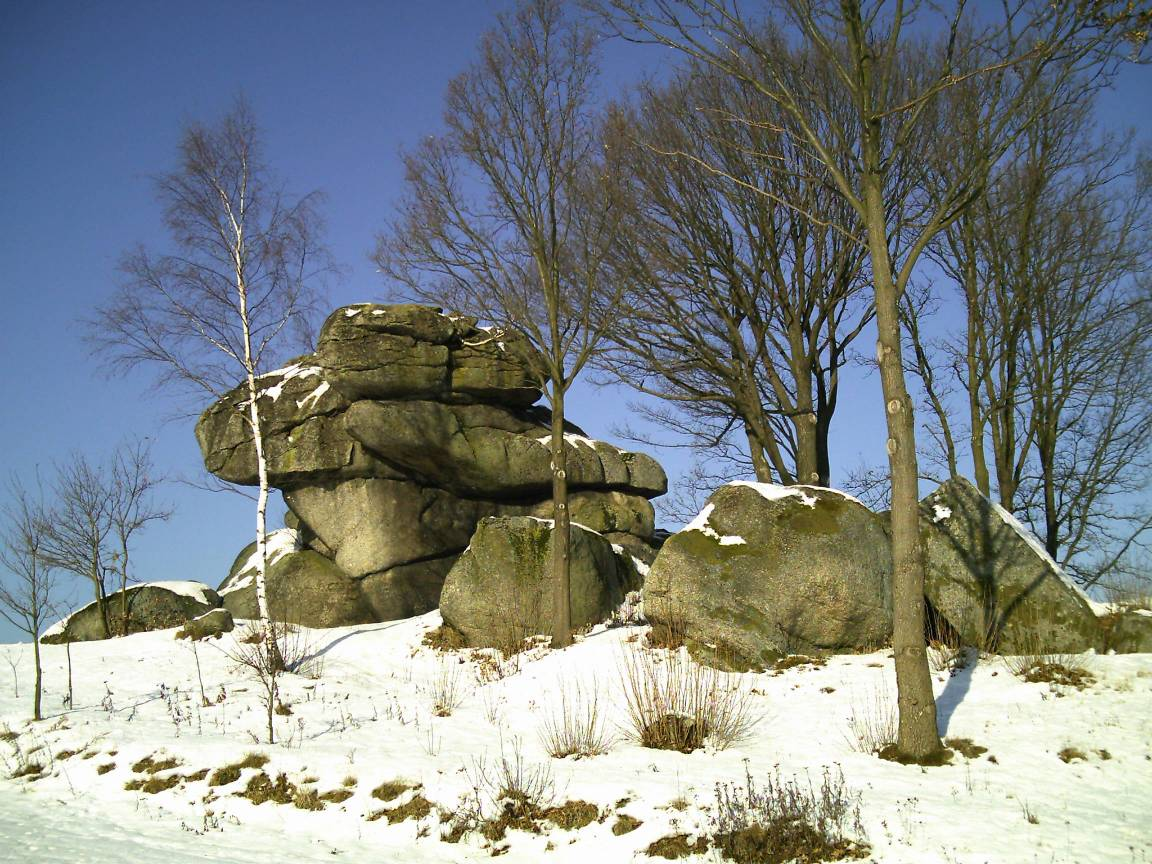
Der Wolfenstein

Der Wolfenstein ist eine einzeln stehende Felsformation in Bayern zwischen Tirschenreuth und Hohenwald. 
Durch starke, sogenannte Wollsackverwitterung sehen die Granitblöcke wie aufeinander gestapelte Säcke aus. 
Der Wolfenstein soll ein altgermanischer Opferstein gewesen sein. Einer alten Sage nach befindet sich unter ihm eine große Schatzkammer mit Gold, Silber und Edelsteinen in ungeheuren Mengen, die sich alljährlich am Palmsonntag öffnet.
Der Wolfenstein ist vom Bayerischen Landesamt für Umwelt als Geotop (377R017) und Naturdenkmal ausgewiesen. Die massige Granitfelsformation besitzt Feldspateinsprenglinge unterschiedlicher Größen.